# Lidová strana (Néppárt)
Lidová strana (Néppárt) byla uherská křesťanská lidová strana, která byla založena roku 1895 v Budapešti.
Cílem strany bylo zachování křesťanského charakteru společnosti a zlepšení životních podmínek širokých vrstev obyvatelstva.  Samostatný bod programu strany sliboval řešení národnostních otázek, přistupování k národnostem s „úplnou zdvořilostí“ a respektování jejich požadavků. 
Předsedou strany byl bratislavský rodák gróf Nándor Zichy, členem vedení Miklós Esterházy a vedoucím kanceláře Jan Molnár. V straně působili také Andrej Hlinka a Jozef Tiso. Program strany byl zveřejněn ve slovenštině 3. února 1895 v časopise Kresťan. Ve svých brožurách a letácích strana informovala o skutečném stavu národnostních práv a její představitelé poukazovali na chyby vlády při řešení národnostních problémů. Kvůli boji proti zavádění církevně-politických reforem, jejichž cílem měla být maďarizace, byla strana obviňována z panslavismu.
Přes počáteční nedůvěru se s ní sblížila také Slovenská národná strana, která ve volbách 1896 doporučila svým voličům, aby Lidové straně odevzdali své hlasy (SNS se rozhodla ve volbách samostatně nekandidovat). Vzhledem k náboženskému napětí mezi katolickou Lidovou stranou a zejména evangelickou SNS však výzva nenašla pochopení u všech sympatizantů SNS.
Andrej Hlinka sa aktivně podílel na prosazování myšlenek strany a kandidoval za ní v doplňujících volbách do parlamentu v roce 1898. Volby byly provázeny zásahem maďarského četnictva v Lieskové pri Ružomberku se sedmi postřelenými (pět zahynulo).
Se stoupající maďarizací strana ve volbách v roce 1901 upustila od svého programu řešení národnostních otázek. 